# Bob Kushell
Bob Kushell (* 29. ledna 1969 Los Angeles) je americký televizní scenárista a producent. Je autorem scénářů k televizním komediím, jako jsou Simpsonovi, American Dad!, Anger Management a dalších. V roce 2015 se Kushell společně s Billem Pradym podílel na tvorbě seriálu The Muppets, který běžel jednu sezónu na televizní stanici ABC a získal cenu Nickelodeon Kids' Choice Award.
Kushell byl dvakrát nominován na cenu Emmy a získal Zlatý glóbus. Muzeum Paley Center for Media uchovává ve svém newyorském archivu epizodu první sezóny Salute Your Shorts: „Sponge Saga“, jejíž scénář napsal Kushell.
Kushell je také tvůrcem a scenáristou komediálního seriálu Way to Go pro britskou BBC Three o třech mužích, kteří si založí firmu na asistovanou sebevraždu.
V prosinci 2008 moderoval vlastní internetovou talk show, kterou vytvořil společně se svým švagrem Russellem Archem, s názvem Anytime with Bob Kushell, na platformě Crackle. Jednalo se o plnohodnotnou talk show v pěti minutách, která zahrnovala monolog s jedním vtipem, komediální kousek a rozhovor se slavným hostem. Pořad běžel dvě sezóny.

## Scenáristická filmografie

### DílySimpsonových
- Udavač Bart
- Pátý speciální čarodějnický díl

### Ostatní
- Jake in Progress
  - The Lying, the Watch, and Jake's Wardrobe
- Hidden Hills
  - The Halloween
  - The Birth
  - Reunion
- Grounded for Life
  - Safety Dance
  - Let's Talk About Sex, Henry
  - Rubber Sold
- Normal, Ohio
- The First Gentleman
- 3rd Rock from the Sun
  - Gobble, Gobble, Dick, Dick
  - Hotel Dick
  - Father Knows Dick
  - The Art of Dick
  - Ab-dick-ted
- Duckman: Private Dick/Family Man
- Yo Yogi!
- Dream On